# Bascós
Bascós (llamada oficialmente San Martiño de Bascós) es una parroquia española del municipio de Monforte de Lemos, en la provincia de Lugo, Galicia.

## Límites
Limita con las parroquias de Reigada y Chavaga al norte, Pinel al este, Sindrán y Caneda al sur, y con Monforte de Lemos al oeste.

## Organización territorial
La parroquia está formada por nueve entidades de población, constando siete de ellas en el nomenclátor del Instituto Nacional de Estadística español:

### Entidades de población
Entidades de población que forman parte de la parroquia:
- A Vila
- Barredo
- Campo (O Campo)
- Carranchousa
- Carretera (A Estrada)
- O Torbido
- Outarelo (Outorelo)
- Regueiro (O Regueiro)

### Despoblado
Despoblado que forma parte de la parroquia:
- Rectoral (A Rectoral)

## Demografía
| Gráfica de evolución demográfica de Bascós entre 2000 y 2020 |
|                                                              |
| Datos según el nomenclátor publicado por el INE.             |

## Festividades
- San Martiño, en abril.